# Enneapterygius obscurus
Enneapterygius obscurus är en fiskart som beskrevs av Clark, 1980. Enneapterygius obscurus ingår i släktet Enneapterygius och familjen Tripterygiidae. Inga underarter finns listade i Catalogue of Life.